# 1214 Richilde
1214 Richilde је астероид главног астероидног појаса са пречником од приближно 35,29 .
Афел астероида је на удаљености од 3,028 астрономских јединица (АЈ) од Сунца, а перихел на 2,392 АЈ.
Ексцентрицитет орбите износи 0,117, инклинација (нагиб) орбите у односу на раван еклиптике 9,830 степени, а орбитални период износи 1629,816 дана (4,462 године).
Апсолутна магнитуда астероида је 10,90 а геометријски албедо 0,061.
Астероид је откривен 1. јануара 1932. године.